# Ctenomys pearsoni
Ctenomys pearsoni är en däggdjursart som beskrevs av Lessa och Langguth 1983. Ctenomys pearsoni ingår i släktet kamråttor och familjen buskråttor. IUCN kategoriserar arten globalt som nära hotad. Inga underarter finns listade i Catalogue of Life.
Denna gnagare förekommer i södra Uruguay vid havet och i angränsande områden av Argentina. Den når i kulliga regioner 200 meter över havet. Arten hittas främst i sanddyner men den lever även i andra områden med sandig mark eller med annan mjuk jord.
Ctenomys pearsoni bygger underjordiska tunnelsystem med 5 till 24 sammanlänkade gångar samt med en eller två bon. Boet fodras med torr gräs.